# دوچا (صربستان)
دوچا (به صربی: Devča) یک منطقهٔ مسکونی در صربستان است که در مروشینا واقع شده‌است.